# Zawady (gemeente)
De gemeente Zawady is een landgemeente in de Poolse provincie of woiwodschap Podlachië, in powiat Białostocki.
De zetel van de gemeente is in Zawady.
Op 30 juni 2004 telde de gemeente 3032 inwoners.

## Oppervlakte gegevens
In 2002 bedroeg de totale oppervlakte van gemeente Zawady 112,67 km², waarvan:
- agrarisch gebied: 60%
- bossen: 31%

De gemeente beslaat 3,77% van de totale oppervlakte van de powiat.

## Demografie
Stand op 30 juni 2004:
| Omschrijving                   | Totaal | Totaal | Vrouwen | Vrouwen | Mannen | Mannen |
| ------------------------------ | ------ | ------ | ------- | ------- | ------ | ------ |
| eenheid                        | aantal | %      | aantal  | %       | aantal | %      |
| inwoners                       | 3032   | 100    | 1447    | 47,7    | 1585   | 52,3   |
| bevolkingsdichtheid (inw./km²) | 26,9   | 26,9   | 12,8    | 12,8    | 14,1   | 14,1   |

In 2002 bedroeg het gemiddelde inkomen per inwoner 1191,87 zł.

## Plaatsen
Cibory-Chrzczony, Cibory Gałeckie, Cibory-Kołaczki, Cibory-Krupy, Cibory-Marki, Cibory-Witki, Góra Strękowa, Konopki-Klimki, Konopki-Pokrzywnica, Krzewo-Plebanki, Kurpiki, Łaś-Toczyłowo, Maliszewo-Łynki, Maliszewo-Perkusy, Marylki, Nowe Chlebiotki, Nowe Grabowo, Nowe Krzewo, Rudniki, Stare Chlebiotki, Stare Grabowo, Stare Krzewo, Strękowa Góra, Targonie-Krytuły, Targonie Wielkie, Targonie-Wity, Wieczorki, Zawady, Zawady-Borysówka, Zawady-Kolonia.

## Aangrenzende gemeenten
Kobylin-Borzymy, Rutki, Trzcianne, Tykocin, Wizna